# EE del Lleó
EE del Lleó (EE Leonis) és un estel situat a 22,2 anys llum del sistema solar. Localitzada en la constel·lació del Lleó, és habitualment coneguda tant per la seva denominació de variable (EE Leo) com pel seu nombre de catàleg Gliese (Gliese 402). Els sistemes estel·lars més propers a ella són Gliese 393, a 3,43 anys llum, Gliese 408, a 6,26 anys llum, i Gliese 382, a 6,66 anys llum.
EE del Lleó és, com la gran majoria de les estrelles del nostre entorn, una nana roja de lluentor feble. Amb magnitud aparent +11,66, només és observable utilitzant telescopi. Pertany al tipus espectral M5.0V i té una temperatura efectiva de 3.038 K. Les seves característiques físiques són semblants a les de Ross 128 o Kruger 60 B. La seva massa equival a una quarta part de la massa del Sol i té un terç del seu diàmetre. La seva lluminositat només suposa el 0,091% de la lluminositat solar. Gira sobre si mateixa amb una velocitat de rotació projectada igual o inferior a 2,3 km/s. Té un contingut de metalls lleugerament inferior al del Sol, aproximadament el 87% del mateix. La seva edat s'estima entre 150 i 300 milions d'anys.
EE del Lleó és membre de l'Associació estel·lar d'AB Doradus, l'associació estel·lar més propera a nosaltres. Altres membres d'aquesta associació són AB Doradus —que dona nom al grup— i HD 25457.